# Letzlingen
Letzlingen este o comună din landul Saxonia-Anhalt, Germania.